# Lễ quét làng
Lễ quét làng là một nghi lễ của đồng bào dân tộc Phù Lá còn gọi người Xá Phó, Lào Cai. Với mục đích để năm mới mọi người được bình yên, hoa màu tươi tốt, súc vật nuôi không bị ốm chết.

## Thời gian
Hàng năm, ngày ngọ, ngày mùi hoặc ngày con người (à thá cũng) vào tháng hai âm lịch.

## Chuẩn bị
Trước ngày tổ chức lễ cúng, ông chủ gia đình các hộ trong làng họp nhau tại nhà người cao tuổi nhất làng bàn công việc. Khi đi, mọi người mang theo một bát gạo, một con gà, tiền, hai nén hương và một chai rượu. Những ai mang chó, lợn, dê đến góp thì dân làng có trách nhiệm tới làm trả công cho người đó trong một ngày.

## Phần lễ
Ngày đã định, tất cả đàn ông trong làng mang tất cả lễ vật ra một bãi trống đầu làng. Theo sự phân công, những người đàn ông khỏe mạnh nhanh nhẹn cùng nhau mổ lợn, gà, dê, chó. Các thầy mo tay cầm kiếm gỗ, một cành lá đao, mặt bôi nhọ chia nhau vào từng thôn làm lễ quét nhà cho cả làng. Vào nhà dân, thầy mo rót một chén rượu đặt vào bàn thờ của gia đình, lầm rầm đọc tên tuổi tất cả những người trong nhà đó. Đọc xong, thầy cúng dùng kiếm gỗ múa khắp nơi trong nhà, gia đình cử một người đi sau dùng ngô (ngô để cả bắp nướng sau đó rẽ hạt) tung qua đầu thầy cúng.
Lúc này, các lễ vật đã được làm xong. Dê, chó, lợn được xếp lại trong mâm tượng trưng với chiếc đầu, bốn chân, đuôi quay theo hướng tốt, xung quanh đặt các bát gạo của từng gia đình. Thầy cúng bày tám đôi đũa, tám chiếc bát, tám chén rượu, các a pờ ngồi xếp hàng ngang trước mâm lễ lầm rầm khấn. Lời cúng là những tên của loài ma (theo quan niệm của họ) được gọi về hưởng lễ, sau đó ra đi để không làm hại con người. Cuối cùng, mọi người cùng nhau ăn uống vui vẻ. Các thức ăn cúng ma đều phải ăn hết không được mang vào trong làng. Thầy cúng lấy cành tre cắm xung quanh bãi đất sau đó lấy đuôi và tai chó cắm xuống đất nhằm không cho ma vào làng làm hại người.
Thầy cúng đốt một đống lửa và bước qua, sau đó đi về nhà. Bắt đầu từ ngày hôm đó, dân làng kiêng không cho người ngoài vào nhà. Sau ba ngày, mọi sinh hoạt lại như cũ.

## Nét khác biệt
Tại Châu Quế Thượng. Hôm đó, thầy cúng cùng các chủ gia đình trong làng cầm mỗi người một ống nứa vừa đi vừa gõ. Thầy cúng đi trước đọc lời khấn. Những người tham dự đều phải vẽ mặt mày dữ tợn. Khi thầy cúng lên tiếng mọi người cùng nhau nhảy múa và đập các ống nứa vào vách từng ngôi nhà. Sau đó mọi người tập trung tại đầu làng mang chăn, chiếu rũ vào một chiếc bè nứa (được đóng tượng trưng) với ý niệm mọi vận hạn trong năm sẽ theo dòng nước trôi đi.